# Mathieu-Antoine Bouchaud
Mathieu-Antoine Bouchaud (* 16. April 1719 in Paris; † 1. Februar 1804) war ein französischer Advokat, Ökonom und Enzyklopädist.

## Leben und Wirken
Er war der Sohn eines Advokaten am Gericht in Paris, conseils à Paris und mütterlicherseits der Neffe des Pierre Gassendi. Mit sechzehn Jahren verwaist, studierte er Jurisprudenz, dem Rat zweier Onkel folgend. Im Jahre 1747 wurde er zum Doctor iurisprudentiae promoviert.
Durch seine  Begeisterung für die Musik lernte er seine erste Ehefrau, eine italienische Sängerin kennen. Im Jahre 1752 verstarb seine Ehefrau und er heiratete erst 1772 wieder, eine Demoiselle de Fer.
Er stand in Briefkontakt etwa zu Claude-Emmanuel de Pastoret und Georges Cuvier und war Mitglied der Société des observateurs de l’homme.
Im Jahre 1774 erhielt er einen Ruf als Professor für Recht, Droit de la Nature et des Gens am Collège de France.
Für die Encyclopédie von Denis Diderot und Jean-Baptiste le Rond d’Alembert schrieb er einen Artikel über die Begriffe  Articles, Concile, Décret und Décrétales dans l’Encyclopédie.
Bouchard war Ehrenmitglied der Académie d’Arras.
Seit 1786 war er Mitglied der Académie des Inscriptions et Belles-Lettres.

## Werke (Auswahl)
- Commentaire sur la loi des Douze Tables, dédié au roi Mars 1788. Tome III, S. 103–117
- Théorie des traités de commerce entre les nations. Paris, 1773.